# The Deep Purple
The Deep Purple er en amerikansk stumfilm fra 1915 af James Young.

## Medvirkende
- Clara Kimball Young som Doris Moore.
- Edward Kimball som William Moore.
- Mrs. E. M. Kimball som Mrs. Lake.
- William J. Ferguson som Pop Clark.
- Grace Aylesworth som Kate Fallon.